# Arcëm Saroka
Arcëm Barysavič Saroka (in bielorusso Арцём Барысавіч Сарока?; traslitterazione anglosassone: Artem Soroko; Minsk, 1º aprile 1992) è un calciatore bielorusso, portiere dell'Arsenal Dzjaržynsk.

## Carriera

### Club
Ha giocato nella prima divisione bielorussa.

### Nazionale
Ha giocato nelle nazionali giovanili bielorusse Under-20 ed Under-21.

## Palmarès

### Club

#### Competizioni nazionali
- Campionato bielorusso: 4

BATĖ Borisov: 2012, 2013, 2014, 2015
- Supercoppa di Bielorussia: 4

BATĖ Borisov: 2013, 2014, 2015, 2016
- Coppa di Bielorussia: 1

BATĖ Borisov: 2014-2015